# La Petite Fille qui aimait trop les allumettes
Pour plus de détails, voir Fiche technique et Distribution.
La Petite Fille qui aimait trop les allumettes est un film dramatique québécois réalisé par Simon Lavoie, sorti en 2017. Il s'agit de l'adaptation du roman homonyme de Gaétan Soucy.

## Synopsis
Deux adolescents sont élevés depuis leur naissance dans un coin isolé de la campagne québécoise par un père despotique et misanthrope. Autorisés à sortir du manoir, ils peuvent parcourir la forêt à leur gré, mais le père leur interdit de se rendre au village. La liberté devient dès lors une aspiration à vivre des jours meilleurs pour la jeune fille, alors que son frère tente en vain de contrôler sa libido naissante. Les trois reclus vivent dans une relative harmonie et s'entendent pour repousser les curieux qui s'aventurent près du manoir. Ils ont aussi la charge de nourrir et donner des soins à une chose horrible qu'ils gardent dans la grange. Lorsque le père décède, les deux enfants enfin libres doivent réapprendre à vivre dans un monde qui leur est inconnu. Le frère veut perpétuer les règles du père, mais sa sœur cherche à les transgresser une fois pour toutes. Chacun à sa façon tente d'appréhender la société des hommes, mais leurs modes de vie et de pensées paraissent si étranges qu'ils pourraient en être violemment rejetés.

## Fiche technique
- Titre : La Petite Fille qui aimait trop les allumettes
- Réalisation : Simon Lavoie
- Scénario : Simon Lavoie, d'après le roman éponyme de Gaétan Soucy
- Photographie : Nicolas Canniccioni
- Montage : Aube Foglia
- Musique : Vincent Blaha, John Dowland, James McMillan, Anton Bruckner
- Direction artistique : Marjorie Rhéaume
- Costumes : Francesca Chamberland
- Son : Philippe Lavigne, Patrice Leblanc, Clovis Gouailler
- Producteur : Marcel Giroux
- Société de production : GPA Films
- Société de distribution : FunFilm
- Ventes internationales: Seville International
- Origine :  Canada ( Québec)
- Genre : Drame
- Durée : 111 minutes
- Date de sortie en salles :  Canada ( Québec) : 3 novembre 2017

## Distribution
- Marine Johnson : All/Alice
- Antoine L'Écuyer : Frère
- Jean-François Casabonne : Père
- Alex Godbout : Paul-Marie
- Laurie Babin : Juste
- Béatrice Aubry
- Normand Daoust

## Récompenses et distinctions
- Mention honorable pour le Meilleur film canadien du Festival de Toronto 2017